# Bert Sterling Wemp

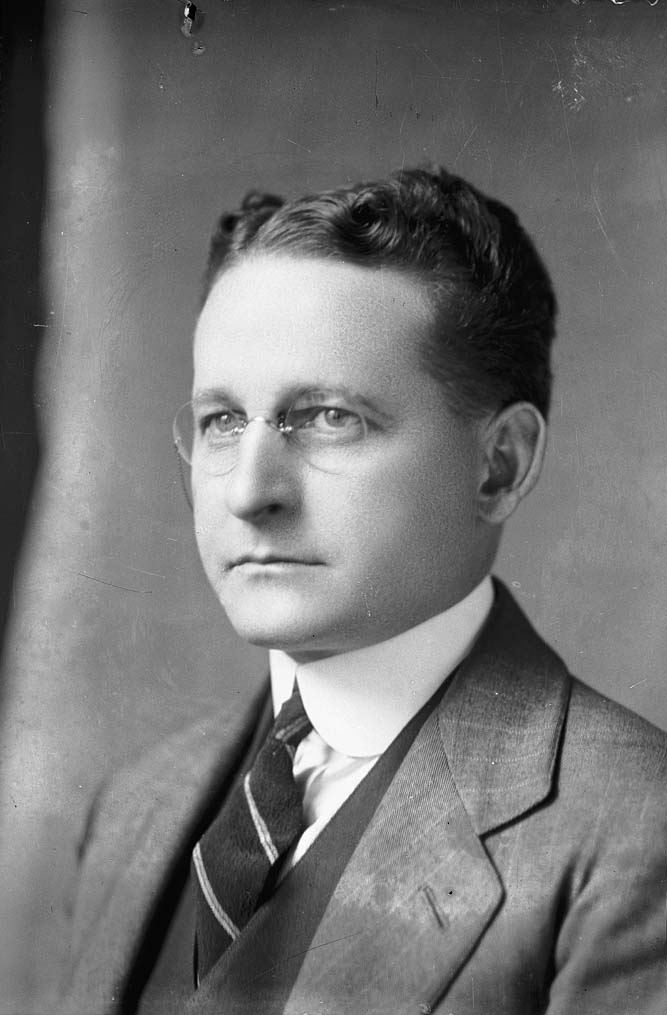
Bert Wemp

Bert Sterling Wemp (* 1889 in Tweed, Ontario; † 5. Februar 1976) war kanadischer Journalist und 42. Bürgermeister von Toronto.
Wemp wuchs im Torontoer Stadtbezirk Cabbagetown auf. 1905 begann er als Redakteur bei der Zeitung Toronto Telegram. Während des Ersten Weltkrieges diente er in der 218. Staffel des Royal Naval Air Service und erhielt als erster Kanadier das Distinguished Flying Cross. Während des Zweiten Weltkrieges war er Auslandskorrespondent. 1921 und 1922 wurde er in den Schulausschuss gewählt und wurde Vizepräsident des Finanzkomitees. Während seiner Amtszeit setzte er durch, dass die beweglichen Klassenzimmer durch Schulgebäude ersetzt wurden. 1924–25 wurde er in den Stadtrat gewählt und war in den Jahren 1927, 1928 und 1929 Mitglied des Kontrollausschusses. Von Januar 1930 bis Januar 1931 war Wemp Bürgermeister von Toronto. Nach seiner Amtszeit kehrte er zum Toronto Telegram als Redakteur zurück. Er starb 86-jährig an Lungenaufblähung.